# 白骨夫人
白骨夫人（はっこつふじん、白骨精）は、中国の長編白話小説『西遊記』に登場する妖怪。第二十七回に登場する。
白骨の精（はっこつのせい）とも。白虎嶺という山に住む。その正体は、深山から発する気により霊力を持つようになった僵屍（キョンシー）。
変化の術の他に、自分の偽の死体を残して魂のみ逃げさることができる「解屍法」という術を得意とする。白骨夫人は二度同じ手を使って三蔵一行を襲ったが、三度目で悟空から逃げ切れずに打ち倒された。

## エピソード

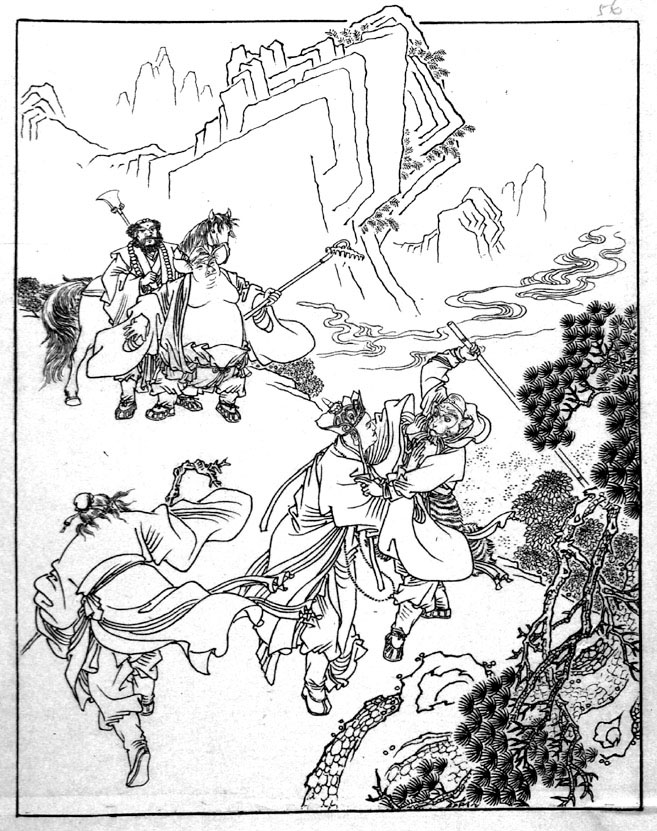
白骨夫人に打ちかかる孫悟空

鎮元大仙の五荘観を離れた三蔵一行は、やがて険しい白虎嶺の山中にさしかかった。孫悟空が食料調達の為に一行から離れている隙に、かねてから三蔵の肉を食らうと不老長寿が得られると聞いていた妖怪は、三蔵を襲うべく、食物の入った籠を下げた18歳くらいの美女に変身して一行に近づいた。しかし、戻ってきた悟空に見破られたため、彼に打ち殺されたと見せかけ、解屍法を使って逃げた。空腹で気が立っていた猪八戒は「兄貴が人を殺した」と激しくののしるが、悟空が女の持っていた籠の中身を八戒に見せると、中には無数のウジとガマが蠢いていた。
次に妖怪は80歳くらいの老婆に化けて近づこうとした。「あの婆さんはさっきの女の母親に違いない」と八戒が言うので、「80の婆さんに18の娘が産めるものか」と悟空は老婆に近づき、一目で妖怪であることを見破った。再び打ち倒すと、妖怪は偽の死体を置き逃げ去ってしまう。
さて今度は、妖怪が老爺に化けて近づいてきたので、悟空は土地神と山神を呼び出し、妖怪が逃げないように雲の上から見張らせておき、やっと打ち殺すことに成功した。残された妖怪の本体は人骨で、その背骨には「白骨夫人」としるしてあった。
しかし「悟空が一日に三人も殺した」と誤解した三蔵は、猪八戒に唆されたこともあり、悟空を破門してしまう。こうして悟空は花果山に帰ってしまうが、黄袍怪に一行が襲われたのを機に許され、再び天竺への旅に加わることとなる。